# Mile Devrnja
Mile Devrnja (v srbské cyrilici Миле Деврња, 1908, Koranski Lug poblíž Slunje[zdroj?] - 1950, Cazin[zdroj?]) byl jugoslávský partyzán srbské národnosti, velitel jednotky na území Kordunjski Ljeskovac a jeden z organizátorů tzv. Cazinské vzpoury.
Před druhou světovou válkou, byl obyčejný sedlák. Během konfliktu vstoupil do řad partyzánů, avšak komunistickou ideologii, která byla mezi Titovými jednotkami všudypřítomná, kritizoval. Jeho výpady proti budoucím pánům země postupem času nabývaly stále nápadnějších rozměrů. Značně byl rozčarován zabíráním majetku, které se konalo i během ozbrojeného konfliktu.[zdroj?] Po válce pracoval jako lesník.
Když jugoslávský stát zahájil politiku kolektivizace, spolu s dalšími nespokojenými ostře protestoval. Devrnjovi sice byla přidělena půda ve Vojvodině, většinové muslimské obyvatelstvo, které se spolu s ním na sever Srbska odcestovalo však znepokojovalo, že bude žít v převážně pravoslavném prostředí. Mnozí se proto vrátili, a nakonec i Devrnja.
V květnu 1950 dlouhodobá nespokojenost sedláků v tzv. Cazinské krajině přerostla v ozbrojenou vzpouru, kterou Devrnja spolu s Milanem Božićem a Alem Čovićem neformálně vedl. Po několika setkáních se zainteresovanými lidmi vypuklo na Đurđevdan (6. května) ozbrojené povstání, v rámci něhož bylo zabráno několik zemědělských družstev a několik obcí. Spolu s dalšími účastníky povstání chtěl Devrnja svrhnout komunistický režim v Jugoslávii a umožnit návrat krále Petara II.
Devrnja koordinoval povstalecké aktivity především v chorvatském příhraničí.[zdroj?] Po několika dnech však vzbouřence zastavily jednotky JLA, které byly povolány ze všech nejbližších větších měst. Devrnja byl stíhán za kontrarevoluční činnost a nakonec spolu s dalšími organizátory odsouzen k trestu smrti.